# Sam Kutesa
Sam Kahamba Kutesa, né le 1er février 1949, est un homme politique ougandais, membre du Mouvement de résistance nationale. 
De 2005 à 2014, et de 2015 à 2021, il est ministre des Affaires étrangères de l'Ouganda.

## Biographie
Diplômé en droit de l'université Makerere de Kampala, Sam Kutesa travaille comme juriste entre 1973 et 2001. Il est également titulaire d'un diplôme en pratique juridique, obtenu auprès du Law Development Centre de Kampala. Membre du Parlement pour la circonscription de Mbarara Nord entre 1980 et 1985, il est ensuite procureur général de 1985 à 1986. Délégué à l'Assemblée constituante de 1994 à 1995, il est élu député pour le comté de Mawogola en 2001 et réélu en 2006, et siège au Parlement comme membre du Mouvement de résistance nationale. Nommé ministre d'État aux investissements en 2001 par le président Yoweri Museveni, il conserve cette fonction jusqu'en janvier 2005, date à laquelle il est promu ministre des Affaires étrangères. À ce titre, il est élu en juin 2014 président de l'Assemblée générale des Nations unies pour la 69e session de septembre 2014 à septembre 2015.
En 2017, Sam Kutesa est cité dans les Paradise Papers pour avoir créé en 2012 une société aux Seychelles « pour gérer ses richesses », selon le Consortium international des journalistes d'investigation. Il indique cependant au Daily Monitor que la société en question n'a pas été active et qu'il paie ses impôts en Ouganda.